# Contea di Logan (Oklahoma)
La contea di Logan ( in inglese Logan County ) è una contea dello Stato dell'Oklahoma, negli Stati Uniti. La popolazione al censimento del 2000 era di 33 924 abitanti. Il capoluogo di contea è Guthrie.

## Centri abitati

### Città
- Cedar Valley
- Crescent
- Guthrie (sede della contea)

### Town
- Cashion
- Cimarron City
- Coyle
- Langston
- Marshall
- Meridian
- Mulhall
- Orlando